# Lessoniaceae
Famille
Les Lessoniaceae sont une famille d’algues brunes de l’ordre des Laminariales.

## Étymologie
Le nom vient du genre type Lessonia donné par le biologiste Jean-Baptiste Bory de Saint-Vincent en hommage au naturaliste français René Primevère Lesson. 

## Liste des genres
Selon AlgaeBase (23 août 2017) et World Register of Marine Species (23 août 2017) :
- Ecklonia Hornemann, 1828
- Eckloniopsis Okamura, 1927
- Egregia Areschoug, 1876
- Eisenia Areschoug, 1876
- Lessonia Bory de Saint-Vincent, 1825

Selon ITIS (23 août 2017) :
- Dictyoneuropsis
- Lessoniopsis
- Macrocystis
- Nereocystis
- Pelagophycus
- Postelsia